# ATP-toernooi van Las Vegas
Het ATP-toernooi van Las Vegas, ofwel de Tennis Channel Open  was een jaarlijks terugkerend tennistoernooi  voor mannen dat werd georganiseerd in het Amerikaanse Las Vegas. In 2006 vond de eerste editie in Las Vegas plaats, daarvoor werd het toernooi in Scottsdale gehouden.

## Finales

### Enkelspel
| Jaar | Winnaar        | Finalist       | Score         |
| ---- | -------------- | -------------- | ------------- |
| 2008 | Sam Querrey    | Kevin Anderson | 4-6, 6-3, 6-4 |
| 2007 | Lleyton Hewitt | Jürgen Melzer  | 6-4, 7-6(10)  |
| 2006 | James Blake    | Lleyton Hewitt | 7-5, 2-6, 6-3 |

### Dubbelspel
| Jaar | Winnaars                        | Finalisten                         | Score            |
| ---- | ------------------------------- | ---------------------------------- | ---------------- |
| 2008 | Julien Benneteau Michaël Llodra | Bob Bryan Mike Bryan               | 6-4, 4-6, [10-8] |
| 2007 | Bob Bryan Mike Bryan            | Jonathan Erlich Andy Ram           | 7-6 (8-6), 6-2   |
| 2006 | Bob Bryan Mike Bryan            | Jaroslav Levinský Robert Lindstedt | 6-3, 6-2         |

2006 · 2007 · 2008
 Scottsdale (1992-2005) →  Las Vegas (2006-2008) → ATP
ITF-toernooien (mannen en vrouwen)

ATP-toernooien (mannen) – ATP-seizoen 2025

WTA-toernooien (vrouwen) – WTA-seizoen 2025

Voormalige toernooien mannen
Voormalige toernooien vrouwen
Voormalige amateurtoernooien